# 道の駅風の家
道の駅風の家（みちのえき かぜのいえ）は、岡山県真庭市蒜山にある国道482号の道の駅である。

## 歴史
1994年（平成6年）9月にふれあい特産館 風の家として開業し、1997年（平成9年）10月22日に道の駅に登録された。また、1998年（平成10年）4月には地元蒜山産のそばを味わえる併設施設のそばの館が完成した。
旧川上村が整備したそばの館は年間5万人以上が訪れるほど人気だったが、2020年（令和2年）10月に火災で全焼した。
そばの館は蒜山地域の伝統的な入母屋造のデザインの店舗に再建されることになり、2021年（令和3年）11月から建設工事が行われ、2022年（令和4年）8月8日に再開することになった。

## 施設
- 駐車場
  - 普通車：213台
  - 大型車：6台
  - 身障者用：5台
- トイレ
  - 男性用：（小）5器、（大）3器
  - 女性用：9器
  - 身障者用：1器
- 公衆電話：1台
- 情報コーナー
- 売店
- 軽食コーナー
- 新鮮とれたて野菜市
- 特産物売場
- 味覚工房 そばの館（10:30 - 16:00）
※営業時間は季節により変動有り。
- 郵便ポスト（川上郵便局）

春から秋にかけては地元野菜生産者が野菜や花卉を出荷する、新鮮とれたて野菜市が賑わう。また売店では蒜山産の乳製品やワイン、地元酒蔵の地酒、近辺の特産品をそろえている。

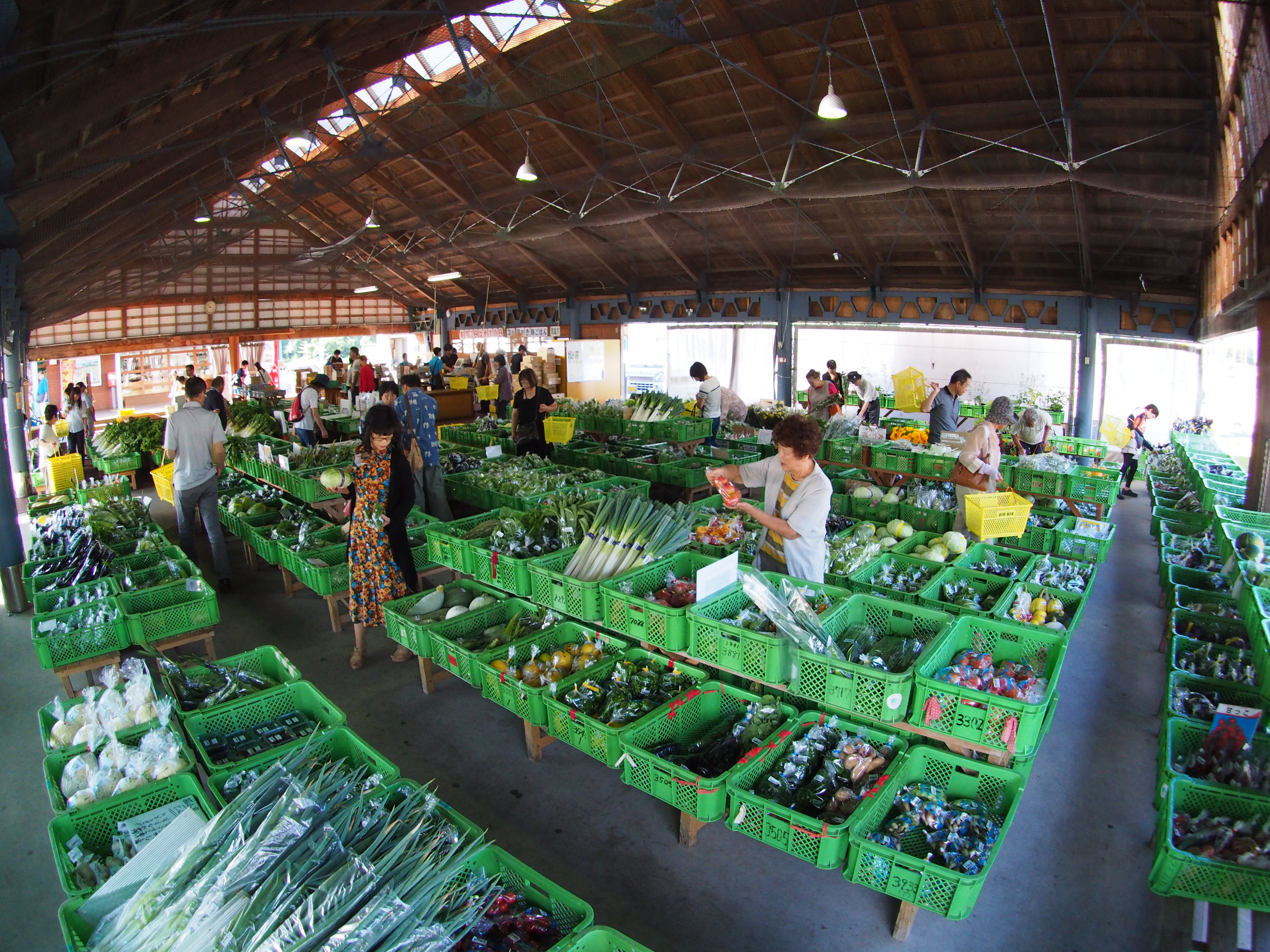
とれたて新鮮野菜市
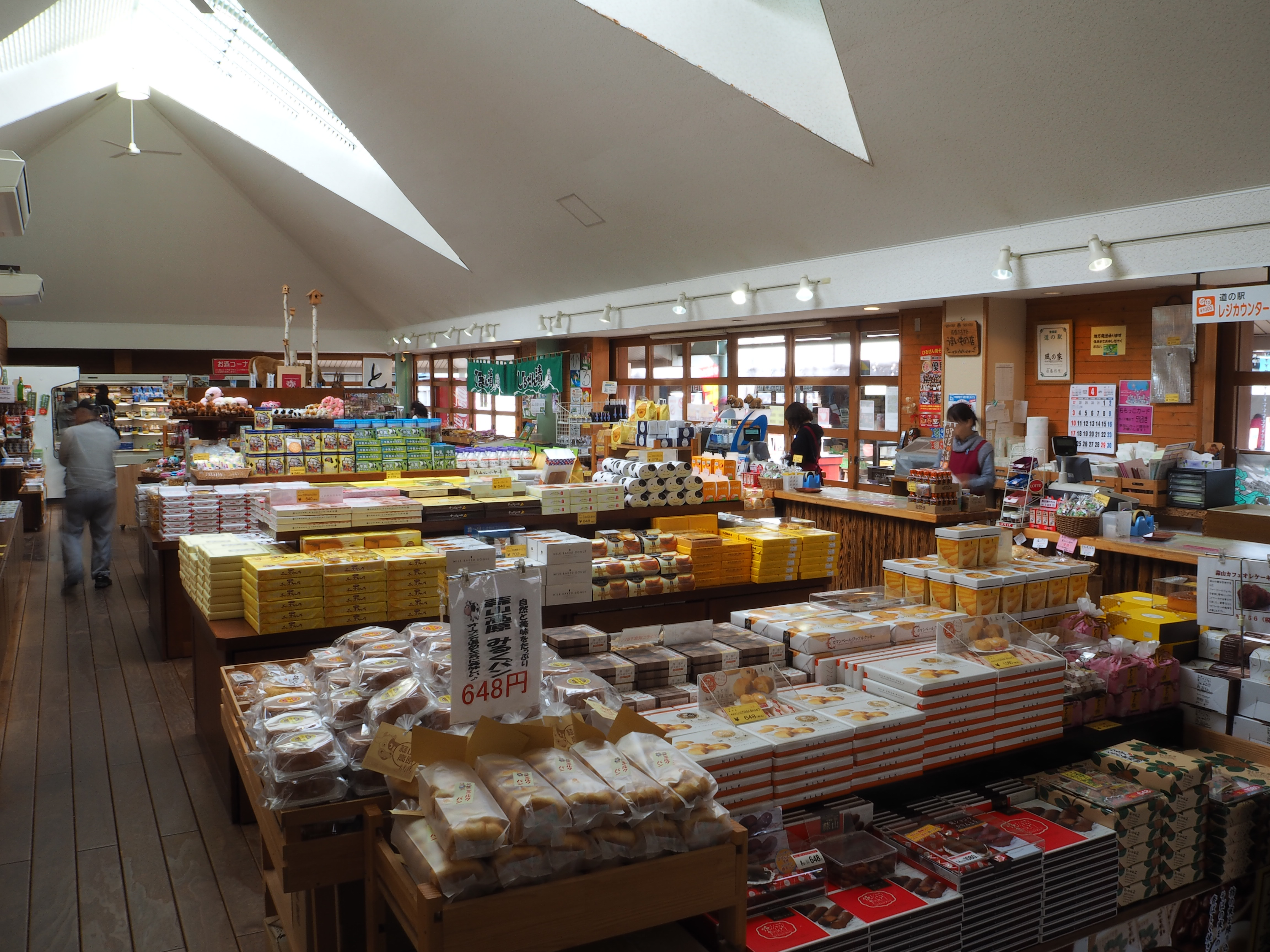
風の家店内
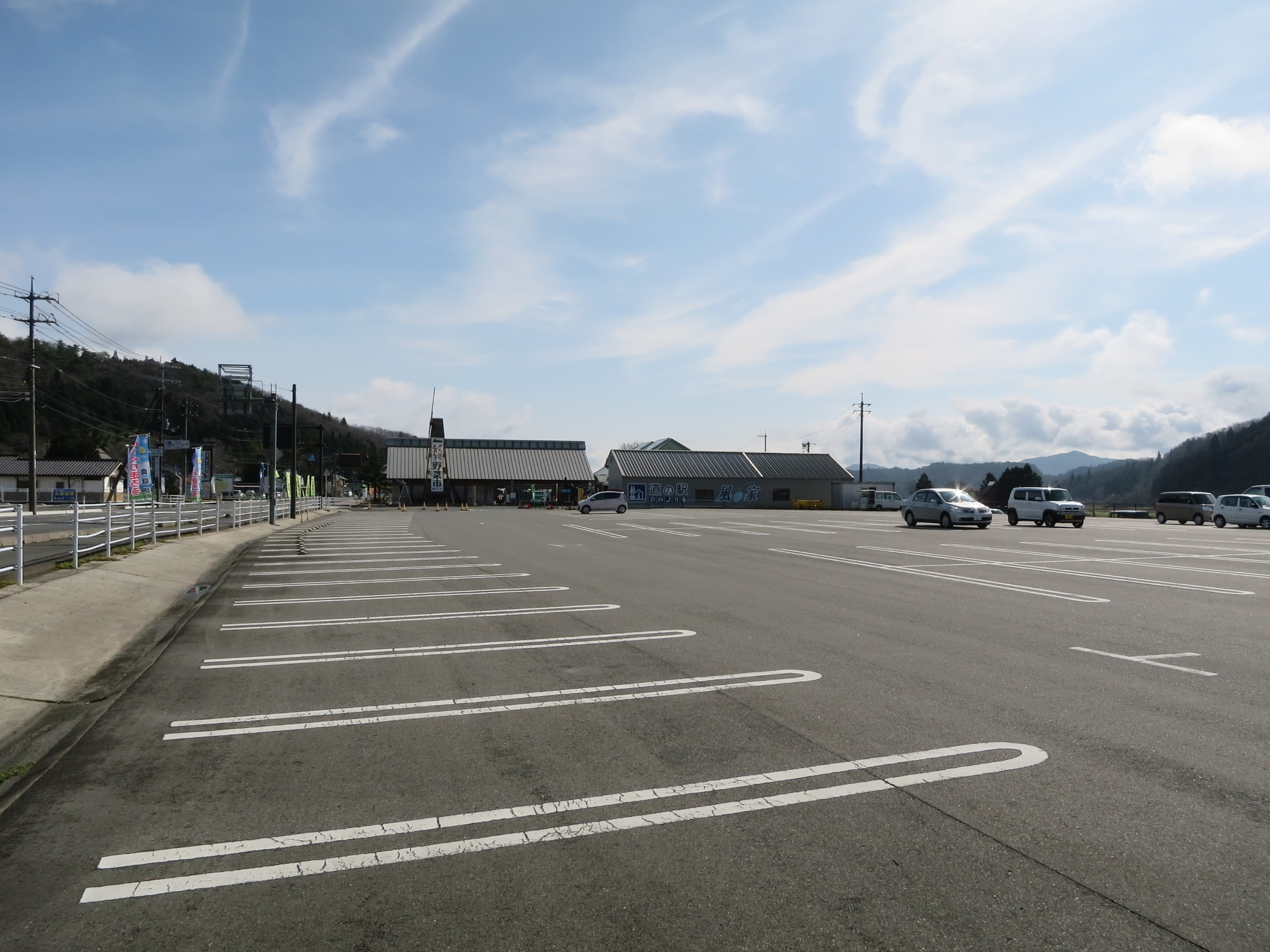
西側駐車場

また、積水ハウスとマリオット・インターナショナルによる「フェアフィールド・バイ・マリオット」の出店予定地となっている。2022年11月に開業予定である。

### 管理
- 真庭市 株式会社グリーンピア蒜山

## 休館日
- 毎週水・木曜日（1 - 3月）、毎週水曜日（4 - 12月）（「そばの館」のみ）
- 毎週水曜日（12 - 2月）、第1・2水曜日（3月）（軽食コーナー、特産物売場のみ）
- 12 - 4月上旬（新鮮とれたて野菜市のみ）

## アクセス
- 国道482号
- 米子自動車道 蒜山IC（車で約1分）
  - 岡山県道58号北房川上線
  - 岡山県道113号上徳山俣野江府線
  - 岡山県道114号大山上福田線

## 周辺
- 蒜山
- 蒜山高原